# هیوندای ایکوئس
هیوندای ایکوئس (Hyundai Equus) خودرویی است که از سال ۱۹۹۹ تا ۲۰۱۶ در کره جنوبی تولید شده‌است. این مدل که با نام هیوندای سنتنیال نیز شناخته می‌شود، دارای پلتفرم و موتور مشترک با میتسوبیشی پرودیا می‌باشد. مدل ایکوئس، با طول ۵٫۱ متر، رقیب خودروهایی چون مرسدس-بنز کلاس-اس و ب‌ام‌و سری ۷ به‌شمار می‌آید که معنی سنتنیال یعنی ماشین سلطنتی که گرانترین  ماشین هیوندای به حساب می آید

## مشخصات فنی
- موتور :۸ سیلندر - ۳۲ سوپاپ
- نوع گیربکس :۶ دنده اتوماتیک شیفت ترونیک
- حجم موتور (سی سی) :۴۶۲۷
- حداکثر توان (اسب بخار/دور بر دقیقه) :۶۵۰۰/۳۷۸
- گشتاور (نیوتن متر/ دور بر دقیقه) :۴۵۰۰/۴۳۸
- محور محرک :عقب و چهار چرخ متحرک
- حداکثر سرعت (کیلومتر در ساعت) :۲۵۰
- گنجایش (لیتر) :۷۷
- مصرف سوخت ترکیبی (در ۱۰۰ کیلومتر) :۱۲٫۳
- استاندارد آلایندگی:Euro 6
- شتاب صفر تا صد (ثانیه) :۶٫۵
- وزن خالص خودرو (کیلوگرم):
- طول :۵۱۶۰
- عرض :۱۸۹۰
- ارتفاع :۱۴۹۵
- نوع و سایز تایر:اسپورت سایز 26
- سیستمهای ترمز و پایداری :جلو دیسکی خنک شونده - عقب دیسکی - ABS - ESP -TSC
- کیسه هوا :راننده - سرنشین - جانبی - پرده‌ای
- سیستمهای فرمان و هدایت:
- سیستم تهویه مطبوع:کنترل اتوماتیک با تنظیم چهارگانه درجه حرارت - گردش هوای عقب - سیستم کنترل کیفیت هوا - سنسور رطوبت
- سیستم صوتی و تصویری:
- سیستم صندلی :برقی - گرم کن و سرد کن صندلی‌ها - صندلی‌های عقب با ماساژِر. زیرپایی - تنظیم برقی گودی کمر - چرم - پشت سری فعال هنگام تصادف
- سیستم روشنایی :زنون - روشن و خاموش شدن اتوماتیک سیستم شستشو - چرخش نور در پیچ‌ها - عقب LED - مه‌شکن جلو و عقب
- شیشه‌ها :برقی
- آینه :برقی - گرم کن - حافظه - تا شوندگی برقی